# Argentinské letectvo
Argentinské letectvo (španělsky Fuerza Aérea Argentina) patřilo tradičně k nejlépe vyzbrojeným vzdušným silám Latinské Ameriky, ale v posledních letech se na něm projevily špatné hospodářské výsledky Argentiny a proto má k dispozici převážně zastaralá bojová letadla. Každá ze tří složek argentinských ozbrojených sil má svou vlastní leteckou výzbroj – kromě argentinských vzdušných sil (Fuerza Aérea Argentina) se v případě argentinských pozemních sil jedná o velitelství vojskového letectva (Comando de Aviación de Ejército), zatímco argentinské námořnictvo má vlastní velitelství námořního letectva (Comando de Aviación Naval Argentina). Od války o Falklandy již k žádnému ozbrojenému konfliktu nedošlo, ale všechny tři vzdušné síly jsou nasazovány při vnitrostátních krizích a na podporu protipašeráckých operací.

## Letecká technika
V roce 2015 vyřadilo argentinské letectvo všechny zbývající bojové letouny francouzské výroby typové řady Dassault Mirage. Jednalo se o osm strojů Mirage III, čtyři Mirage 5 a čtyři odvozené izraelské IAI Nesher/Finger. Důvodem byly především ekonomické faktory a stále horší možnost udržovat v provozu zastaralé letouny. V důsledku tohoto kroku přišla Argentina o schopnost operačního nasazení nadzvukových letounů. Letectvo sice hledá náhradu za své Mirage, ale řada vlád nechce povolit vývoz moderních technologií do této země. Argentina jednala například s Izraelem o dodání modernizovaných letounů IAI Kfir C60. Od ledna 2016 jsou uzemněny i argentinské letouny A-4 Skyhawk (celkem 22 jednomístných A-4AR a 3 dvoumístné OA-4AR). Za účelem zajištění leteckého výcviku a potřebného náletu vojenských pilotů objednaly vzdušné síly 24 cvičných turbovrtulových strojů Beechcraft T-6 Texan II, jejichž prodej schválil v srpnu 2016 Kongres Spojených států amerických.
Mezi možnými bojovými letouny nabízenými Argentině je i český typ Aero L-159 Alca a ruský MiG-29.

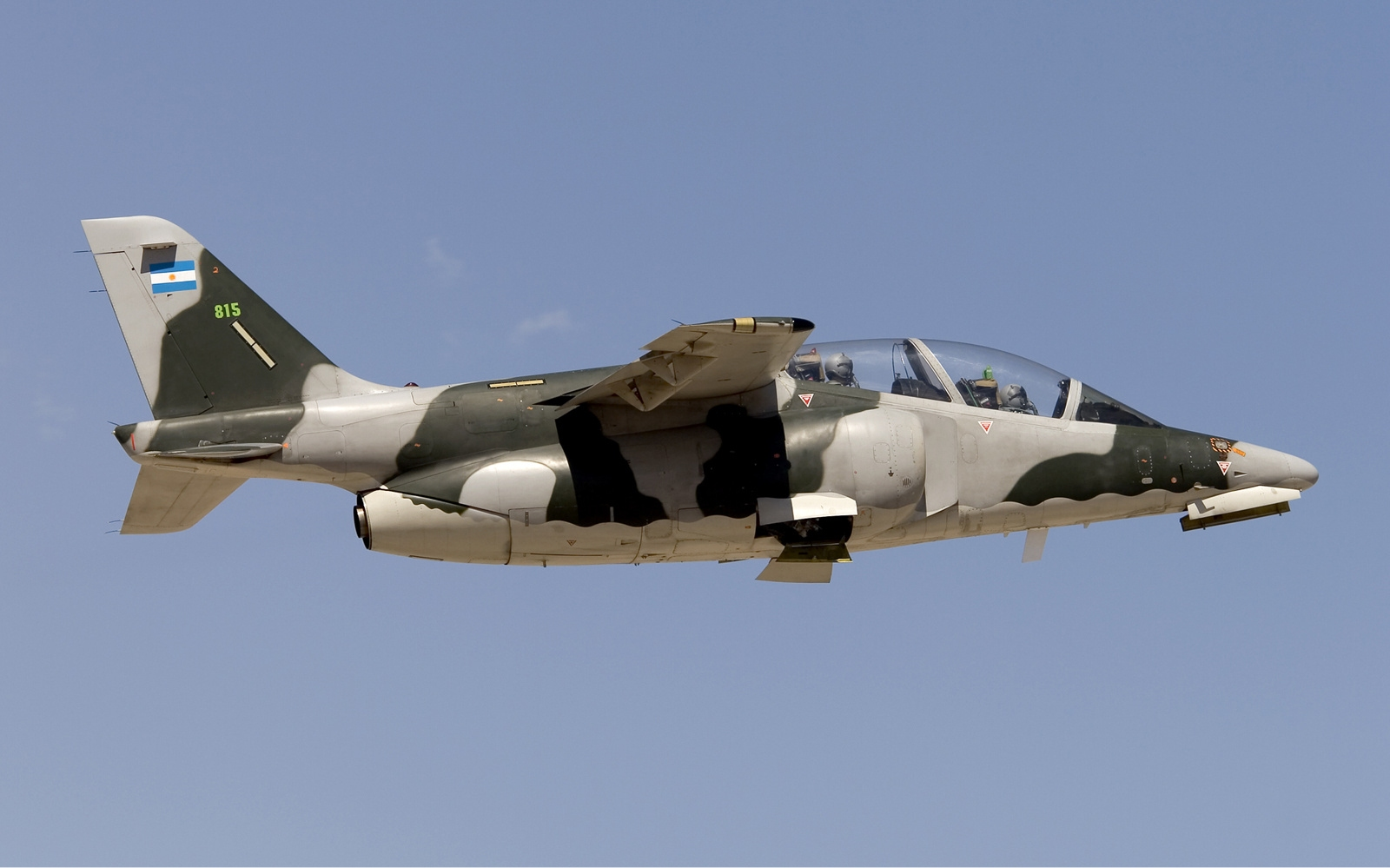
Cvičně-bojový letoun IA-63 Pampa

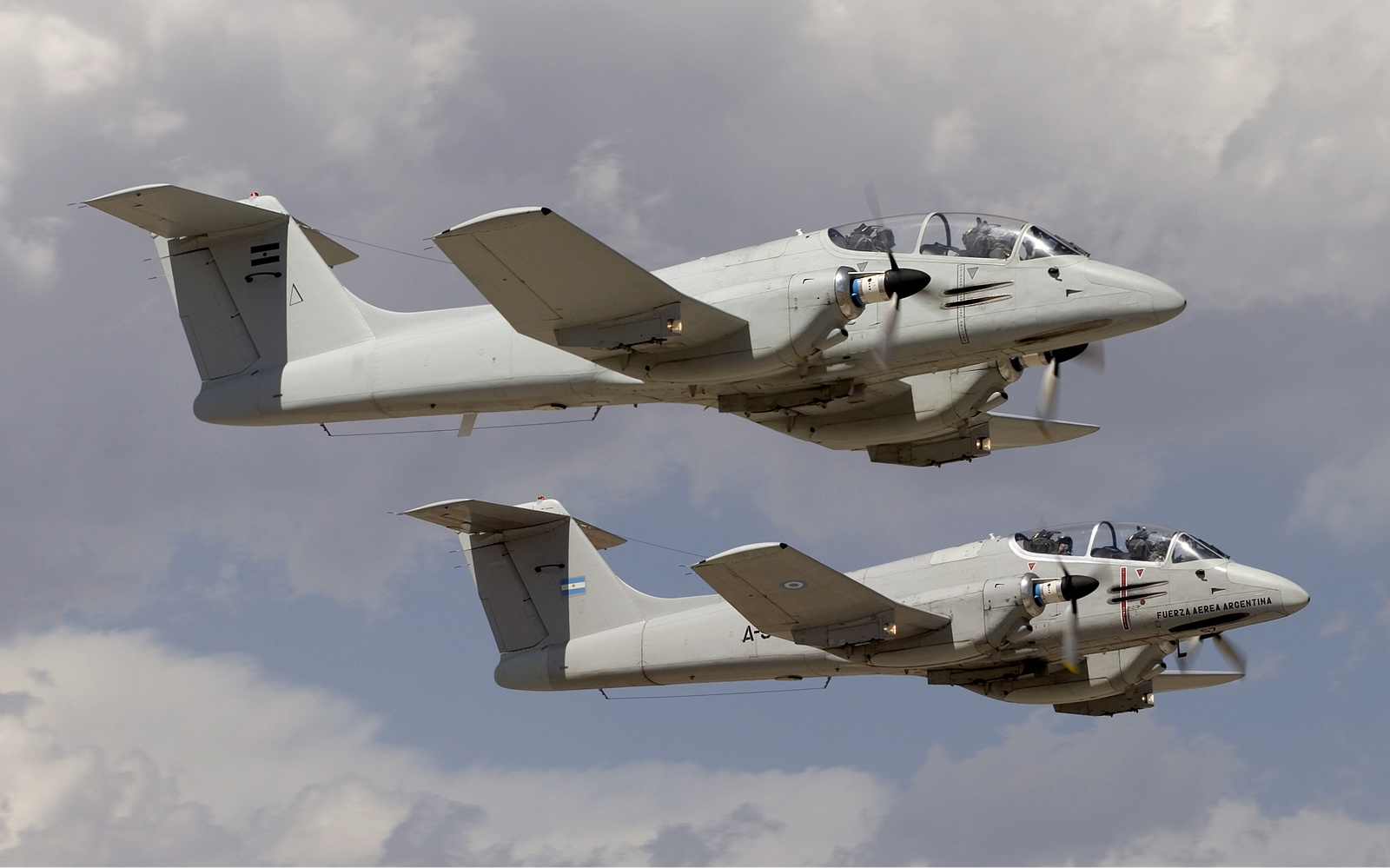
Dvojice bitevníků IA 58 Pucará

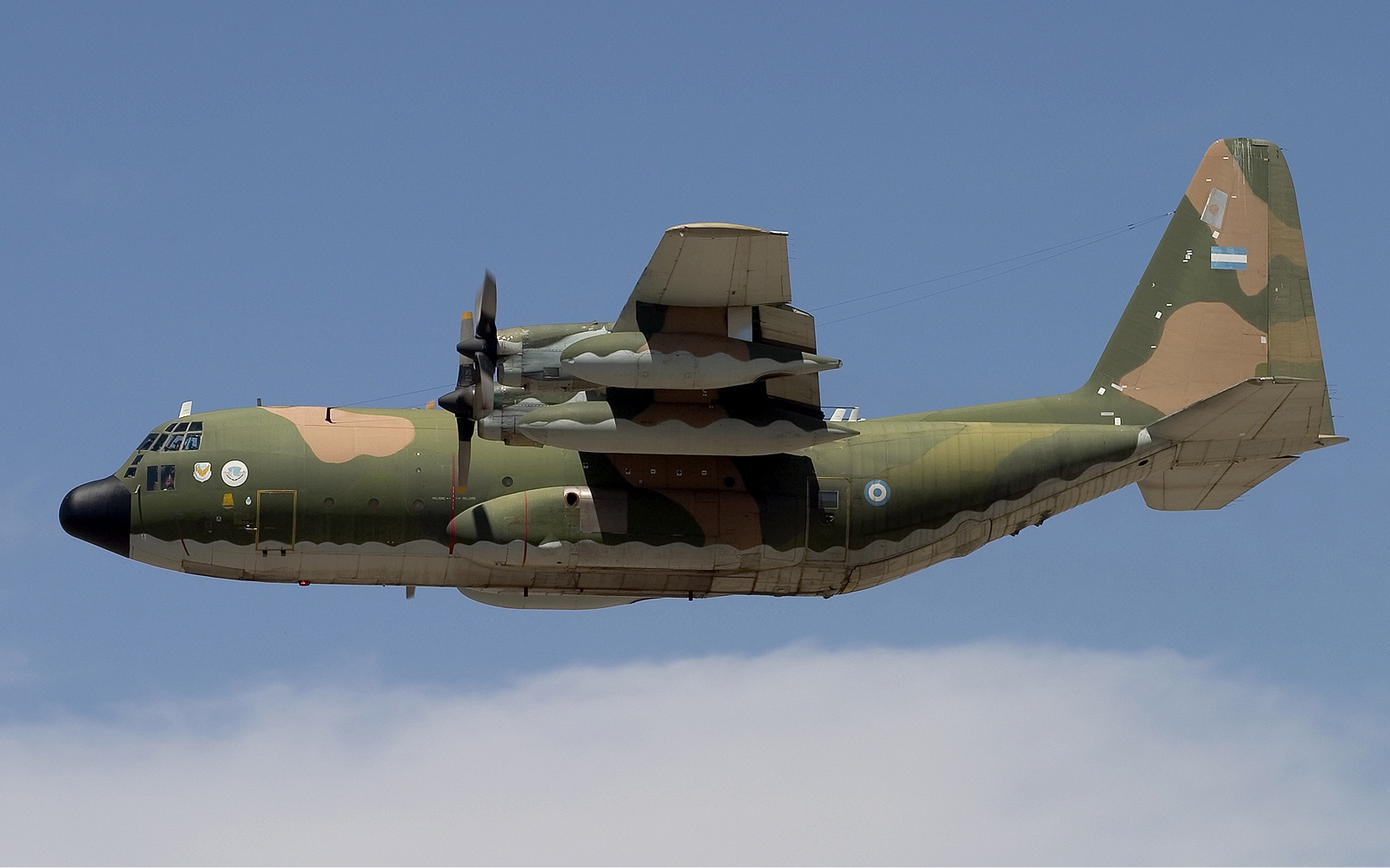
Tankovací letoun KC-130H

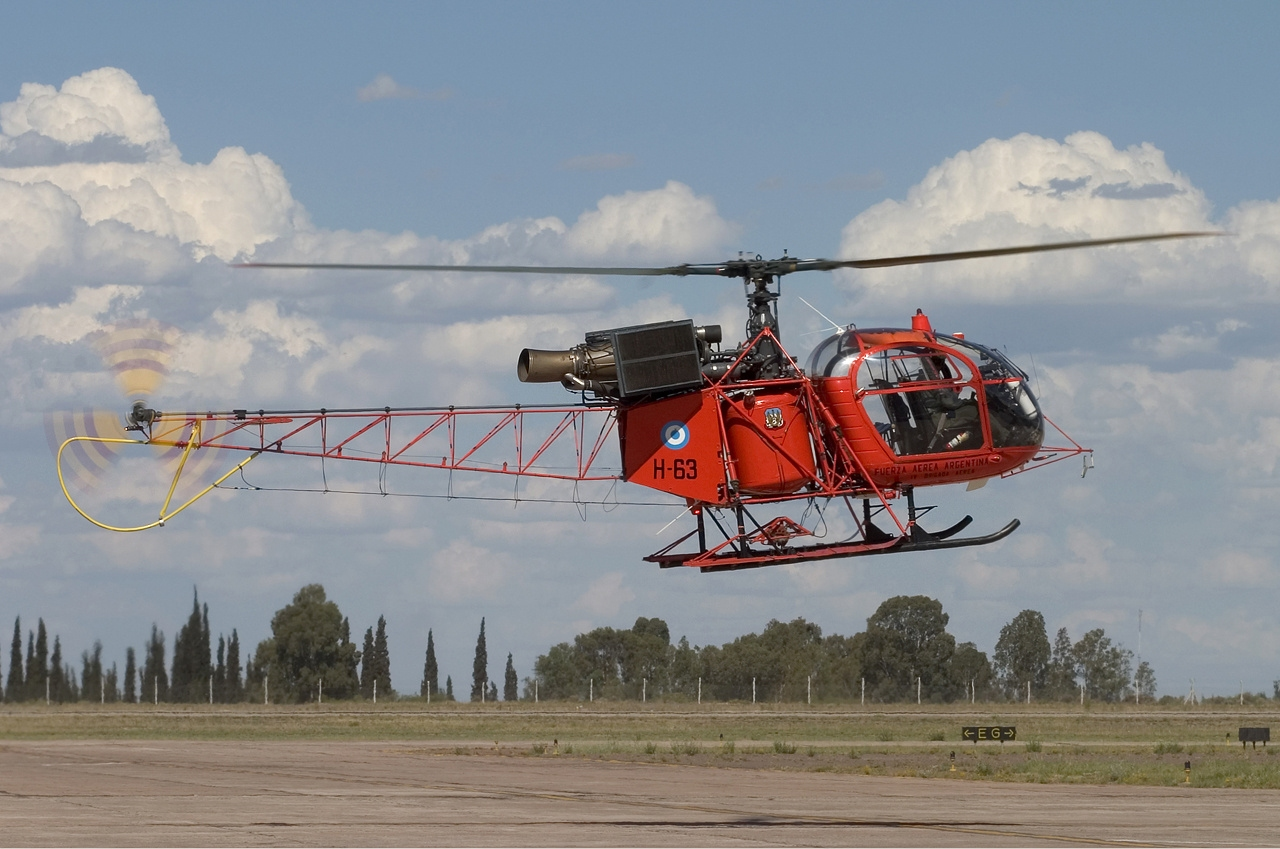
Vrtulník SA 315B

### Přehled
Tabulka obsahuje přehled letecké techniky argentinského letectva podle Flightglobal.com.
| Název                          | Fotografie     | Původ          | Určení                       | Verze          | Ve službě      | Objednáno      |                |
| Bojové letouny                 | Bojové letouny | Bojové letouny | Bojové letouny               | Bojové letouny | Bojové letouny | Bojové letouny | Bojové letouny |
| ------------------------------ | -------------- | -------------- | ---------------------------- | -------------- | -------------- | -------------- | -------------- |
| IA 58 Pucará                   |                | Argentina      | bitevní letoun               |                | 32             |                |                |
| IA 63 Pampa                    |                | Argentina      | cvičný/bitevní letoun        | IA/AT-63       | 17             | 18+22          |                |
| F-16 Fighting Falcon           |                | USA            | víceúčelový bojový letoun    | Block 15 MLU   |                | 24             |                |
| Dopravní a transportní letouny |                |                |                              |                |                |                |                |
| C-130 Hercules                 |                | USA            | transportní letoun           | C-130H/L-100   | 3              |                |                |
| Fokker F-27                    |                | Nizozemsko     | dopravní letoun              |                | 1              |                |                |
| Fokker F-28                    |                | Nizozemsko     | dopravní letoun              |                | 3              |                |                |
| KC-390                         |                | Brazílie       | transportní/tankovací letoun |                |                | 6              |                |
| Tankovací letouny              |                |                |                              |                |                |                |                |
| KC-130                         |                | USA            | tankovací letoun             | KC-130H        | 1              |                |                |
| Speciální letouny              |                |                |                              |                |                |                |                |
| Learjet 35                     |                | USA            | průzkumný letoun             |                | 3              |                |                |
| Learjet 35                     |                | USA            | elektronický boj             |                | 1              |                |                |
| Vrtulníky                      |                |                |                              |                |                |                |                |
| Bell 212                       |                | USA            | víceúčelový vrtulník         |                | 9              |                |                |
| H125 Ecureuil                  |                | Francie        | víceúčelový vrtulník         |                |                | 12             |                |
| Kamov Ka-226                   |                | Rusko          | víceúčelový vrtulník         |                |                | 3              |                |
| MD 500                         |                | USA            | víceúčelový vrtulník         |                | 12             |                |                |
| Mil Mi-171                     |                | Rusko          | transportní vrtulník         |                | 2              | 5              |                |
| SA 315                         |                | Francie        | víceúčelový vrtulník         | SA 315B        | 3              |                |                |
| Cvičné letouny                 |                |                |                              |                |                |                |                |
| EMB-312                        |                | Brazílie       | cvičný letoun                |                | 14             |                |                |
| T-6 Texan II                   |                | USA            | cvičný letoun                | T-6C           |                | 24             |                |
| G 120TP                        |                | Německo        | cvičný letoun                |                | 10             |                |                |
| T-34 Mentor                    |                | USA            | cvičný letoun                |                | 10             |                |                |